# (235990) Laennec
(235990) Laennec est un astéroïde de la ceinture principale.

## Description
(235990) Laennec est un astéroïde de la ceinture principale. Il fut découvert par l'astronome français Bernard Christophe le 16 mars 2005 à l'observatoire de Saint-Sulpice. Il présente une orbite caractérisée par un demi-grand axe de 3,11 UA, une excentricité de 0,211 et une inclinaison de 15,69° par rapport à l'écliptique.
Il fut nommé en hommage au médecin français René Laennec (1781-1826), créateur du diagnostic médical par auscultation (Traité de l'auscultation médiate, 1819) grâce à l'invention du stéthoscope.

## Compléments